# 永安人壽大廈

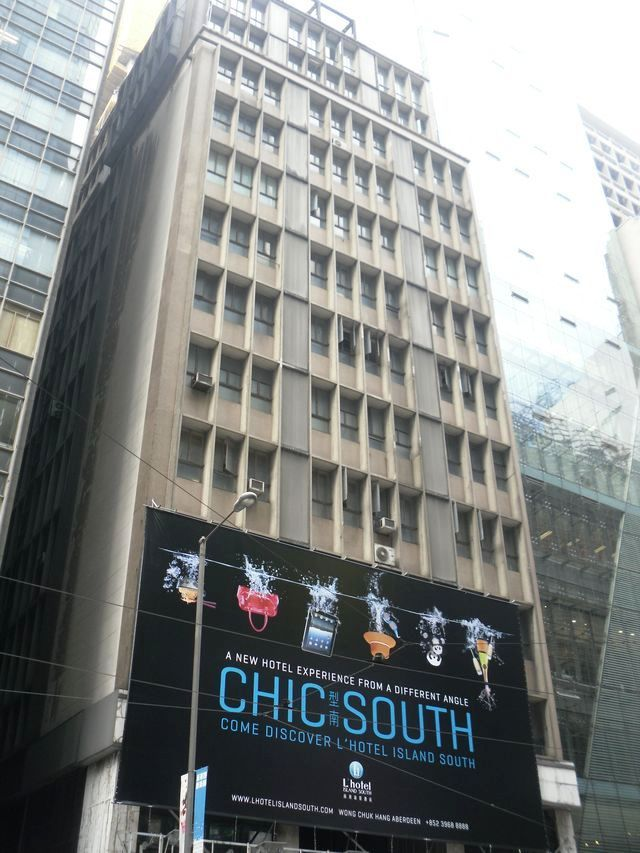
永安人壽大廈外觀（2010年10月）

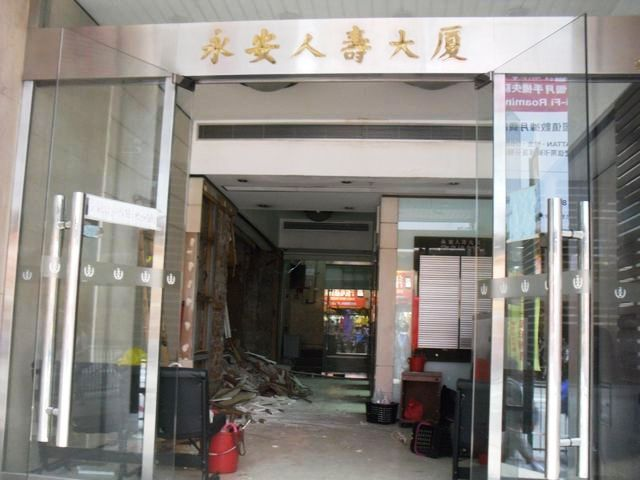
大廈正門（2010年10月）

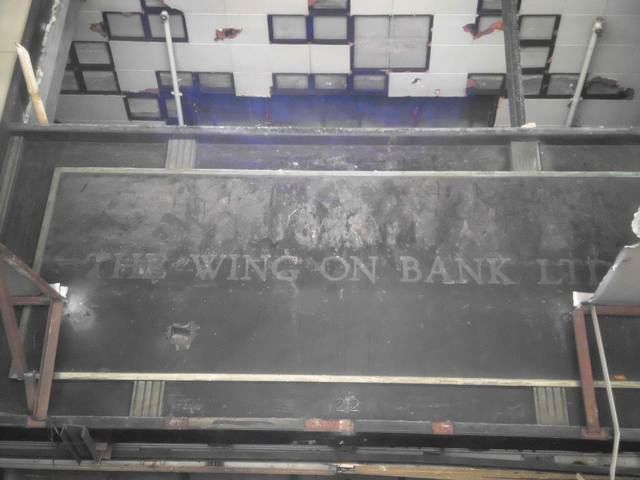
地下曾開設永安銀行的遺跡

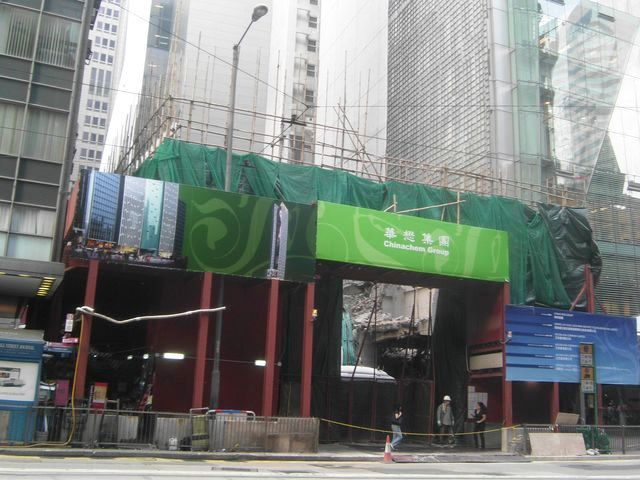
拆卸後的永安人壽大廈（2011年10月）

永安人壽大廈（英文：Wing On Life Building），是香港島中環德輔道中22號的一座商業大廈，鄰近戲院里，毗鄰創興銀行中心、環球大廈和安樂園大廈，在昭隆街東邊。大廈於1956年建成，樓高16層，由華懋集團持有。大廈命名源自永安人壽保險公司，它不是永安集團之成員公司。
大廈的租戶包括律師事務所、旅行社、醫療中心、外傭介紹所、地鋪卓悅控股等。

## 華懋13億重建永安人壽大廈
華懋集團於2009年重建中區一批商廈物業，包括永安中區大廈、華人銀行及永安人壽大廈等，涉及總發展樓面可達30萬平方呎，其中永安人壽大廈會最快上馬，連同當日購入價9億元計，重建投資額達13億元，已於2010年9月開始進行重建為華懋中心，2016年重建完成。

## 鄰近
- 畢打街
- 皇后大道中
- 昭隆街
- 環球里
- 中國聯合銀行大廈
- 永安集團大廈

## 外部連結
- 中國評論新聞網: 華懋集團資產 - 永安人壽大廈[永久]